# نو ده (إبراهيم أباد)
نو ده (بالفارسية: نوده) هي قرية تقع في إيران في قسم ابراهیم أباد الريفي. يقدر عدد سكانها بـ 457 نسمة .